# HMS Cattistock (L35)
HMS Cattistock (L35)  là một tàu khu trục hộ tống lớp Hunt Kiểu I của Hải quân Hoàng gia Anh Quốc được hạ thủy và đưa ra phục vụ vào năm 1940. Nó đã hoạt động cho đến hết Chiến tranh Thế giới thứ hai, cho đến khi xuất biên chế năm 1946 và bị tháo dỡ năm 1957.

## Thiết kế và chế tạo
Cattistock được đặt hàng cho hãng Yarrow tại Glasgow, Scotland trong Chương trình Chế tạo 1939 và được đặt lườn vào ngày 9 tháng 6 năm 1939. Nó được hạ thủy vào ngày 22 tháng 2 năm 1940 và nhập biên chế vào ngày 22 tháng 7 năm 1940 dưới quyền chỉ huy của Hạm trưởng, Thiếu tá Hải quân Robert Ewing. Tên nó được đặt theo một rừng săn cáo tại Dorsetshire, Anh; và là chiếc tàu chiến thứ hai của Hải quân Anh được đặt cái tên này.

## Lịch sử hoạt động
Sau khi nhập biên chế vào tháng 7 năm 1940, Cattistock làm nhiệm vụ hộ tống các đoàn tàu vận tải tại Bắc Hải cho đến tháng 6 năm 1941. Nó được cho tách ra để tham gia cuộc Đột kích Dieppe cùng các tàu chị em Quorn (L66) và Mendip (L60) vào ngày 26 tháng 7 năm 1942. Sau khi cuộc đột kích thất bại, nơi nó bị hư hại nhẹ, con tàu quay trở lại nhiệm vụ hộ tống vận tải. Đến tháng 5 năm 1944, nó tham gia Lực lượng G nhằm chuẩn bị cho Chiến dịch Neptune, và trong cuộc đổ bộ đã hộ tống cho Đoàn tàu G1 bao gồm các tàu quét mìn. Khi đi đến ngoài khơi bãi đổ bộ, con tàu được bố trí ngoài khơi bãi Gold, nơi nó bắn pháo hỗ trợ cho cuộc tấn công. Nó đảm nhiệm hộ tống vận tải ngoài khơi Normandy, rồi chuyển sang tuần tra chống tàu phóng lôi E-boat đối phương vào tháng 7. Con tàu bị hư hại nhẹ vào ngày 7 tháng 7 bởi một cuộc tấn công của E-boat.
Cattistock đi đến Portsmouth để thay thế ống nước nồi hơi, rồi tiếp nối nhiệm vụ tuần tra vào ngày 24 tháng 8. Vào ngày 29 tháng 8, đang khi tuần tra cùng với Retalick (K555), nó đánh chặn các lực lượng hải quân Đức Quốc xã tìm cách thoát khỏi Le Havre đang bị tấn công. Trong trận đụng độ này, con tàu bị bắn trúng 26 lần, Đại úy Hải quân Richard Keddie Hạm trưởng tử trận cùng bốn người khác và khoảng 25 người bị thương. Con tàu phải quay trở về Portsmouth để sửa chữa do bị hư hại nặng.
Sau ba tháng sửa chữa, Cattistock tiếp nối nhiệm vụ hộ tống vận tải. Nó có thể đã đánh chìm một tàu ngầm bỏ túi Đức ngoài khơi Zeebrugge vào ngày 2 tháng 2 năm 1945. Đến tháng 8, con tàu được chuyển sang Chi hạm đội Portsmouth và được cho ngừng hoạt động vào ngày 26 tháng 3 năm 1946. Sau mười năm trong thành phần dự bị, con tàu bị bán để tháo dỡ vào năm 1957, và được kéo đến xưởng tháo dỡ của hãng John Cashmore Ltd ở Newport, Wales vào tháng 6 năm 1957 để tháo dỡ.